# Луиза Виктория Прусская
Луиза Виктория Прусская (нем. Luise Viktoria von Preußen; 23 августа 1917, Берлин — 23 марта 2009, Бюккебург) — принцесса Прусская. Последний член из рода Гогенцоллернов, который родился перед свержением монархии.

## Биография
Луиза родилась 23 августа 1917 года. Её родителями были Фридрих Сигизмунд Прусский (1891—1927) и Мария Шаумбург-Липпская (1897—1938). Она была названа в честь своей бабушки, Луизы Датской, дочери короля Дании, Фредерика VIII. У неё был младший брат Фридрих Карл Прусский (1919—2006). Луизе был один год, когда монархия в Германии была свергнута. Её отец погиб в 1927 году, в результате несчастного случая.
До Второй мировой войны, она с семьёй жила в Потсдаме.
Когда советская армия приближалась к городу, она с мужем и сыном бежала из своего дома. Какое-то время они жили в замке Нордкирхен. В начале 1950-х годов Луизе и её сыну была предоставлена квартира в западном крыле замка Бюккебург. Там принцесса прожила оставшуюся часть своей жизни.
Луиза скончалась 23 марта 2009 года в замке Бюккебург, в возрасте 91-го года. Похоронена на семейном кладбище Глинике.

## Брак и дети
В 25 лет Луиза вышла замуж за Ганса Рейнгольда (1917—2002). Свадьба состоялась 12 сентября 1942 года в Потсдаме. В браке родился один сын:
- Манфред Рейнгольд (род. 13 февраля 1943), 25 августа 1991 года, женился на Сюзанне Маковски (род. 1945). Детей в браке нет.[5]

Супруги развелись в 1949 году. Больше Луиза не выходила замуж.